# Audrey Whitby
Audrey Whitby (n. Murfreesboro, Tennessee; 10 de abril de 1996) es una actriz cantante e interprete estadounidense. Ella es conocida por sus muchas apariciones en AwesomenessTV, y por sus papeles recurrentes como Audrey Vale en So Random! y como Cherry en The Thundermans.
Es habitual que comparta reparto con su pareja Joey Bragg, con quien coincidió en la segunda temporada de la serie de televisión Liv y Maddie.

## Biografía
Nació en Murfreesboro, Tennessee, y creció en Granger, Indiana, ella comenzó a actuar cuando tenía 6 en un teatro comunitario y hacer audiciones en Chicago a los 8. Whitby a los 13 se mudó a Los Ángeles y comenzó a trabajar en series como Disney Channel y Nickelodeon junto con varios comerciales.
Cuando Donald Trump ganó las elecciones presidenciales estadounidenses, Whitby se disgustó que Hillary Clinton haya perdido y se unió en una protesta Anti-Trump que la dejó a ella y otros manifestantes ser arrestados por oficiales de equipo antidisturbios. Ella habló sobre ello en Instagram.

## Filmografía

### Cine
| Año  | Película          | Rol            |
| ---- | ----------------- | -------------- |
| 2011 | Trippin'          | L'il Fucker    |
| 2014 | Terry the Tomboy  | Britannica     |
| 2016 | Accidental Switch | Katey Williams |
| 2018 | Almost perfect    | Peyton         |
| 2023 | Zoey 102          | Lyric          |

### Televisión
| Año     | Serie de televisión        | Rol                 | Notas                                           |
| ------- | -------------------------- | ------------------- | ----------------------------------------------- |
| 2011–12 | So Random!                 | Audrey Vale/Various | 18 episodios                                    |
| 2012    | Austin & Ally              | Tilly Thompson      | Episodio: Bloggers & Butterflies                |
| 2012    | Dog with a Blog            | Sabrina             | Episodios: Stan of the House, The Bone Identity |
| 2012    | Bad Fairy                  | Nic DiRizzo         | Episodio: Outcomes                              |
| 2013–14 | AwesomenessTV              | Varios personajes   | 18 episodios                                    |
| 2013–18 | The Thundermans            | Cherry              | 27 episodios                                    |
| 2015–16 | Liv and Maddie             | Aubrey Banfield     | 4 episodios                                     |
| 2016    | Paradise Run               | Ella misma          | Episodio: It's All About the Thunderman!        |
| 2017    | Nicky, Ricky, Dicky & Dawn | Tori                | Episodio: One Quadzy Summer                     |

### Cortometrajes
| Año  | Título               | Rol             |
| ---- | -------------------- | --------------- |
| 2012 | Scared Sweet         | Hannah          |
| 2014 | Pro Wrestling Family | The Amazing Mia |